# Agustinas descalzas
La Orden de Monjas Descalzas de San Agustín (oficialmente en latín: Moniales Ordinis Augustinianarum Discalceatarum) es una orden religiosa católica femenina monacal de derecho pontificio, fundada por el arzobispo de Valencia Juan de Ribera en Alcoy, en 1597. A las religiosas de este instituto se les conoce como agustinas descalzas

## Historia

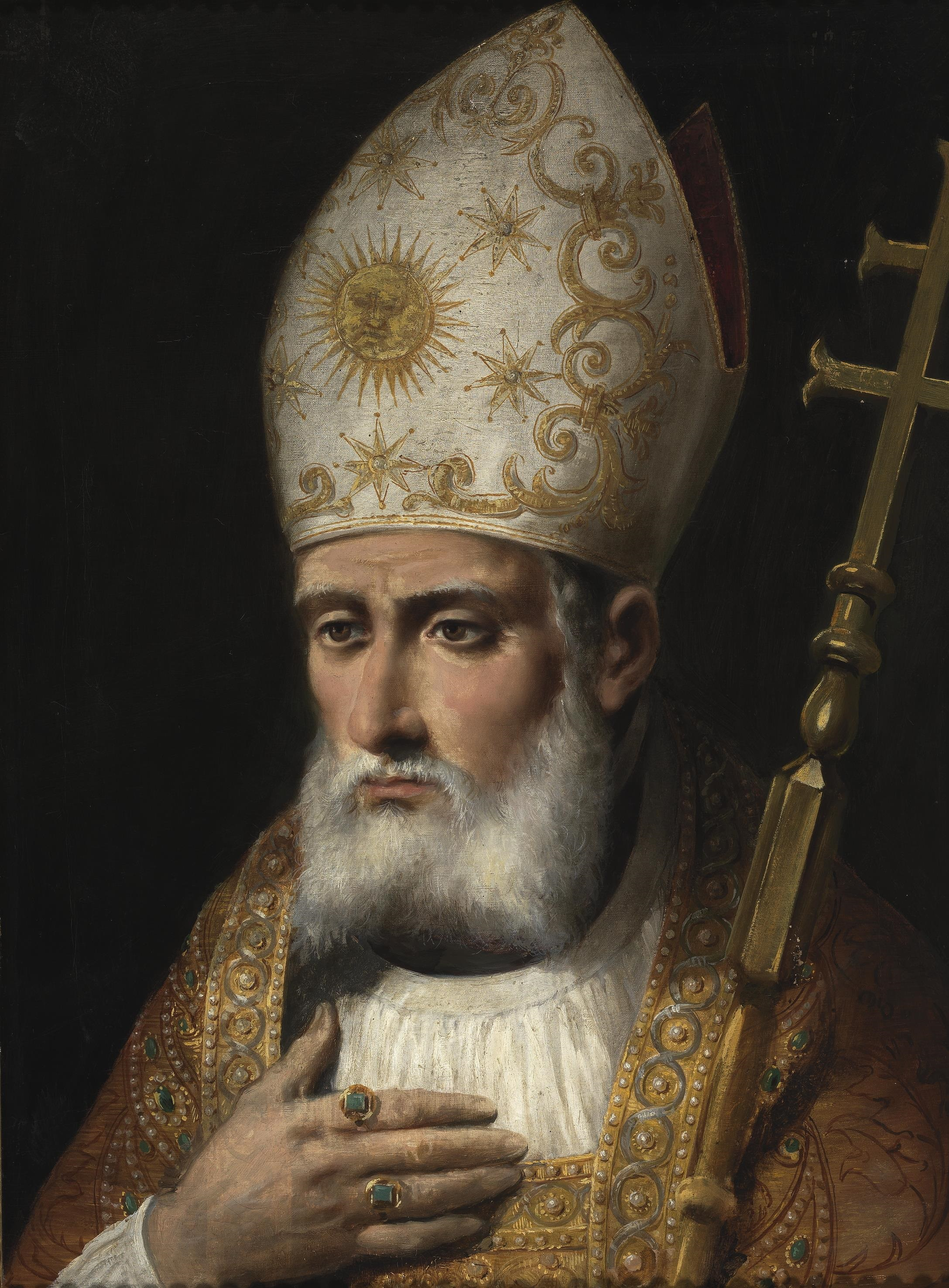
Juan de Ribera (1532-1611), fundador del primer monasterio de agustinas descalzas en Alcoy (1597). Imagen: El patriarca San Juan de Ribera en el Museo del Prado.

El primer monasterio de las agustinas descalzas fue fundado por el obispo de valencia, Juan de Ribera, en la localidad de Alcoy, España, en 1597. Al inicio, el prelado pretendía un monasterio de carmelitas descalzas, pero al no haber podido hacerlo, llamó un grupo de canonesa de San Agustín y dio vida al primero monasterio de agustinas descalzas. De este primer grupo resalta la figura de Dorotea Torrella Escrivana, considerada la cofundadora de la orden. La fecha de fundación corresponde al año de la profesión religiosa de las primeras agustinas descalzas del monasterio de Alcoy.
Luego del Concilio Vaticano II, a causa de las crisis de vocaciones que afectaron a la mayoría de los institutos religiosos, las Agustinas descalzas han tenido que ir cerrando sus monasterios. Los últimos en hacerlo fueron los de Valencia (2009) y Alcoy (2013).

## Organización
La Orden de las Monjas Descalzas de San Agustín es un instituto constituido por solo dos monasterios autónomos, el de la Purísima Concepción en Benigánim y el de Cospus Christi en Murcia. Cada uno de ellos está regido por una priora. Aparte de ser una orden religiosa, los mismos monasterios forman la llamada Federación de Monjas de San Juan de Ribera, para mantener la comunión entre ellos.
Las monjas agustinas descalzas se dedican a la vida contemplativa, observan la clausura papal y viven según la espiritualidad de la Regla de San Agustín, adaptada a los tiempos modernos por sus Constituciones aprobadas por la Santa Sede. El instituto hace parte de la Orden de los Agustinos Recoletos y junto a las monjas agustinas recoletas forman la llamada Segunda Orden. En 2015 eran unas 23 monjas.

## Personajes
- Juan de Ribera (1532-1611), santo, obispo de Valencia y fundador del primer monasterio de agustinas descalzas en Alcoy (Alicante-España). Fue beatificado por el papa Pío VI el 18 de septiembre de 1796 y canonizado por el papa Juan XXIII el 12 de junio de 1960.[5]
- Josefa María de Santa Inés (1625-1696), beata, religiosa española, desde niña fue objeto de diversas experiencias místicas e ingresó al monasterio de Benigànim. Fue beatificada por el papa León XIII el 26 de febrero de 1888.[6]
- Josefa de la Purificación (1887-1936), beata, religiosa y mártir española, proveniente del monasterio de Benigánim, fue martirizada durante la persecución religiosa, en la Guerra Civil de España del siglo XX. Fue beatificada, junto a su madre y tres de sus hermanas de sangre, por el papa Juan Pablo II el 11 de marzo de 2001.[7]
- Dorotea Torrella Escrivana, religiosa y mística española, una de las primeras monjas del monasterio de Alcoy, considerada la cofundadora de la orden.[2]